# Otto Steinbrinck
Otto Steinbrinck, né le 19 décembre 1888 à Lippstadt et mort le 16 août 1949 à Landsberg am Lech, est un commandant d'Unterseeboot pendant la Première Guerre mondiale. Officier de la marine puis industriel lors de la Seconde Guerre mondiale, il fut plus tard inculpé et condamné lors du procès Flick à Nuremberg.

## Biographie
Fils d'instituteur, Otto Steinbrinck commence sa carrière en 1907 dans la Kaiserliche Marine et, à partir de 1911 est affecté sur plusieurs Unterseeboots. Il effectue divers compléments de formation d'artillerie et surtout de torpilles, avant d'embarquer sur le croiseur SMS Bremen et fréquenter l'École de navigation sous-marine en 1913. Il est ensuite officier de quart sur U-8 et U-15. 
Le 29 juin 1914, il prend le commandement de l'U-6. Le 15 mars 1915, il prend le commandement de l'UB-10. Après avoir accompli 29 patrouilles, il cède son commandement à l'Oberleutnant zur See Reinhold Saltzwedel (en). Le 16 février 1916, il prend le commandement de l'UB-18 à bord duquel il effectue 14 patrouilles, puis il prend le commandement de UC 65. Il effectue 8 nouvelles patrouilles avec ce sous-marin.
Le 26 avril 1917, il est promu au grade de Kapitänleutnant. En juillet 1917 épouse Lola Vogelsang. Le 1er aout 1917, il cède son commandement à l'Oberleutnant zur See Max Viebeg. Entre-temps, Steinbrinck reçoit le commandement de l'UB-57 qu'il prend au chantier pour le conduire à Zeebrugge où il arrive le 20 septembre 1917.
Le 1er janvier 1918, Steinbrinck cède le commandement de l'UB-57 à l'Oberleutnant zur See Johann Lohs après avoir accompli 5 patrouilles à son bord. De janvier 1918 à septembre 1918, très fatigué par ses nombreuses missions de guerre, il occupe divers postes d'État-Major au commandement de la flottille avant d'être mis à disposition des forces sous-marines. C'est à ce poste qu'il finira la fin du conflit.
Durant la Première Guerre mondiale, Steinbrinck fut le commandant ayant coulé le plus de navires avec un U-boot ; en 1916, il fut décoré de la croix pour le Mérite, étant le troisième sous-marinier à recevoir cette distinction. À la fin de la guerre, il coula un total de 206 navires, donc le croiseur protégé HMS Ariadne et en endommagea 12 totalisant 65 720 tonnes. En tonnage coulé, il fut le 4e avec 244 797 tonnes. Après la défaite de l'Empire allemand, il quitta la Reichsmarine, avec le grade de Kapitänleutnant. En 1919, il prit sa retraite pour occuper divers postes de chef d'entreprise dans l'industrie qui lui vaudront le titre de Standartenführer de la SS à titre honorifique.

## Carrière
En mai 1933, Steinbrinck rejoint le Parti national-socialiste des travailleurs allemands (NSDAP) où il devient Standartenführer dans la SS, avant d'être promu SS-Oberführer en avril 1935. Peu de temps après, il fut membre du Freundeskreis der Wirtschaft (en), un groupe d'industriels allemands dont le but était de renforcer les liens entre le parti nazi et le monde des affaires, dont le chef était Wilhelm Keppler.
Entre 1937 et 1939, Steinbrinck travaille comme plénipotentiaire général pour le conglomérat de Flick. Tout en effectuant divers autres fonctions, il est promu Wehrwirtschaftsführer en avril 1938 – titre donné aux industriels étant importants pour l'industrie allemande de l'armement – et, en janvier 1939, est promu SS-Brigadeführer.
À l'été 1939, il démissionne conglomérat de Flick avant de rejoindre en décembre le groupe sidérurgique allemand ThyssenKrupp, où il travaille comme fiduciaire. Peu de temps auparavant, il fut également mobilisé en tant que capitaine de frégate. De mai 1940 à mars 1942, Steinbrinck travaille comme plénipotentiaire général pour l'industrie sidérurgique au Luxembourg, en Belgique et en France. En avril 1941, il travaille en tant qu'associé au présidium de la Reichsvereinigung Kohle (Association du Reich du charbon).
De mars 1942 jusqu'à l'évacuation des zones d'occupation occidentales à l'automne 1944, Steinbrinck fut également plénipotentiaire général du Reichsvereinigung Kohle pour l'économie minière et houillère aux Pays-Bas, en Belgique et en France, le Beko (Befehlskommando) Ouest. En avril 1945, Steinbrinck opère en tant que « lien » entre l'industrie de la Ruhr et le groupe d'armées B du Generalfeldmarschall Walter Model.

## L'après-guerre
En août 1945, Steinbrinck est arrêté par les Américains, où il fait face à des accusations (notamment pour appartenance à une organisation criminelle, la SS) lors du procès Flick à Nuremberg. Au 2e jour d'audience, il est victime d'une crise cardiaque ce qu'il lui vaut d'être inapte à son procès pendant une semaine. Le 22 décembre 1947, il est condamné à six ans de prison. Gravement malade, il meurt au camp de Landsberg am Lech (Bavière) en 1949. Il est inhumé à Lippstadt.